# Maxis
Maxis software je americká společnost založená jako nezávislé vývojářské studio. K roku 2021 je dceřinou společností Electronic Arts (EA). Maxis je tvůrcem počítačových her The Sims, jeho pokračování The Sims 2, The Sims 3, The Sims Society a The Sims 4 spolu se všemi dodatky k celé sérii, Spore, a také série SimCity.
Většina titulů Maxis jsou simulátory, i když se nepovažují za tradiční simulátory. Zakladatel Maxis, Will Wright, o těchto hrách říká, že jsou to takové „digitální domy pro panenky“. Maxis také vydal hry jiných vývojářských studií jako jsou A-Train a SimTower.

## Historie

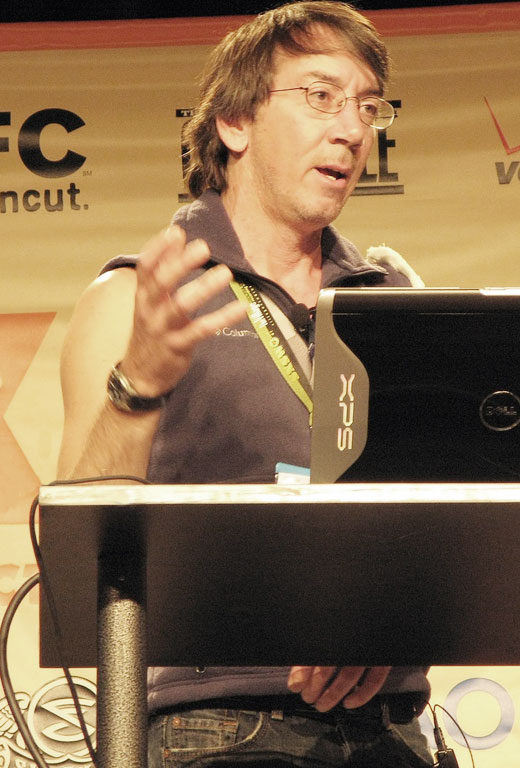
Will Wright, zakladatel firmy

### Původ a první úspěchy
Maxis byla založena v roce 1987 Willem Wrightem a Jeffem Braunem, kdy vydala hru SimCity pro domácí počítače. Do té doby byla hra k dispozici pouze v omezené míře pro Commodore 64 a proto se někteří vývojáři zajímali o portování. Důvodem bylo to, že Simcity nebyla tradiční hra, ve které byly přesně dané podmínky pro vítězství nebo prohru. Tento titul se v té době stal statisticky nejpopulárnějším a nejúspěšnějším titulem.
Série SimCity se od té doby rozšiřovala; postupně byly vydány tituly SimCity 2000 (1993), SimCity 3000 (1999), SimCity 3000: Unlimited (2000), SimCity 4 (2003). Vyšly také nesimulátorové hry, jako například 1991's RoboSport a dobře známý 3D Pinball for Windows, který byl zařazen do některých verzí Microsoft Windows.
Po úspěchu série SimCity vydával Maxis různé další Sim-tituly. Vznikly tak například SimAnt, SimFarm, SimEarth, SimLife, SimTower, SimIsle a SimHealth. Maxis byl rovněž osloven společnostmi k vytvoření hry o podnikání; SimRefinery je jedním z příkladů. Úspěch těchto her se různí, ale žádná neměla úspěch původního SimCity. Jedinou výjimkou se stala série The Sims.
Momentálně Maxis pracuje na nové hře, do které EA investuje velké jmění. FIrma kvůli tomu hledala nového kreativního ředitele, který by měl usměrnit hru správným směrem. '

### Úpadek
Po obrovském úspěchu SimCity Maxis experimentoval s různými žánry. Avšak jejich nové hry, včetně The Crystal Skull a SimCopter byly komerční selhání. Také získal Cinematronics a vytvořil hru s názvem Crucible. Těžké ztráty a nedostatek nápadů vedly Maxis, aby začal zvažovat svůj prodej.

### Odkup EA
Electronic Arts (EA) dokončila akvizici Maxis dne 28. července 1997. V porovnání s ostatními společnostmi získanými EA, jako jsou Origin Systems a Westwood Studios, absorbování Maxis vzala pomalejším tempem, a ve společnosti zůstali někteří z původních zaměstnanců, včetně Willa Wrighta. Několik let byly výrobky vydávány pod značkou Maxis, ale The Sims 2 z roku 2004 už měla na krabičce jen značku Electronic Arts. V březnu 2015 bylo studio pro špatné výdělky zlikvidováno. O další vývoj značek The Sims a Simcity se budou starat další studia EA. Maxis popisuje EA jako dobrého zaměstnavatele, který je ale neskutečně neflexibilní. Hráči naopak EA kritizují za příliš zpoplatněného obsahu.